# Oliver Fritzsche

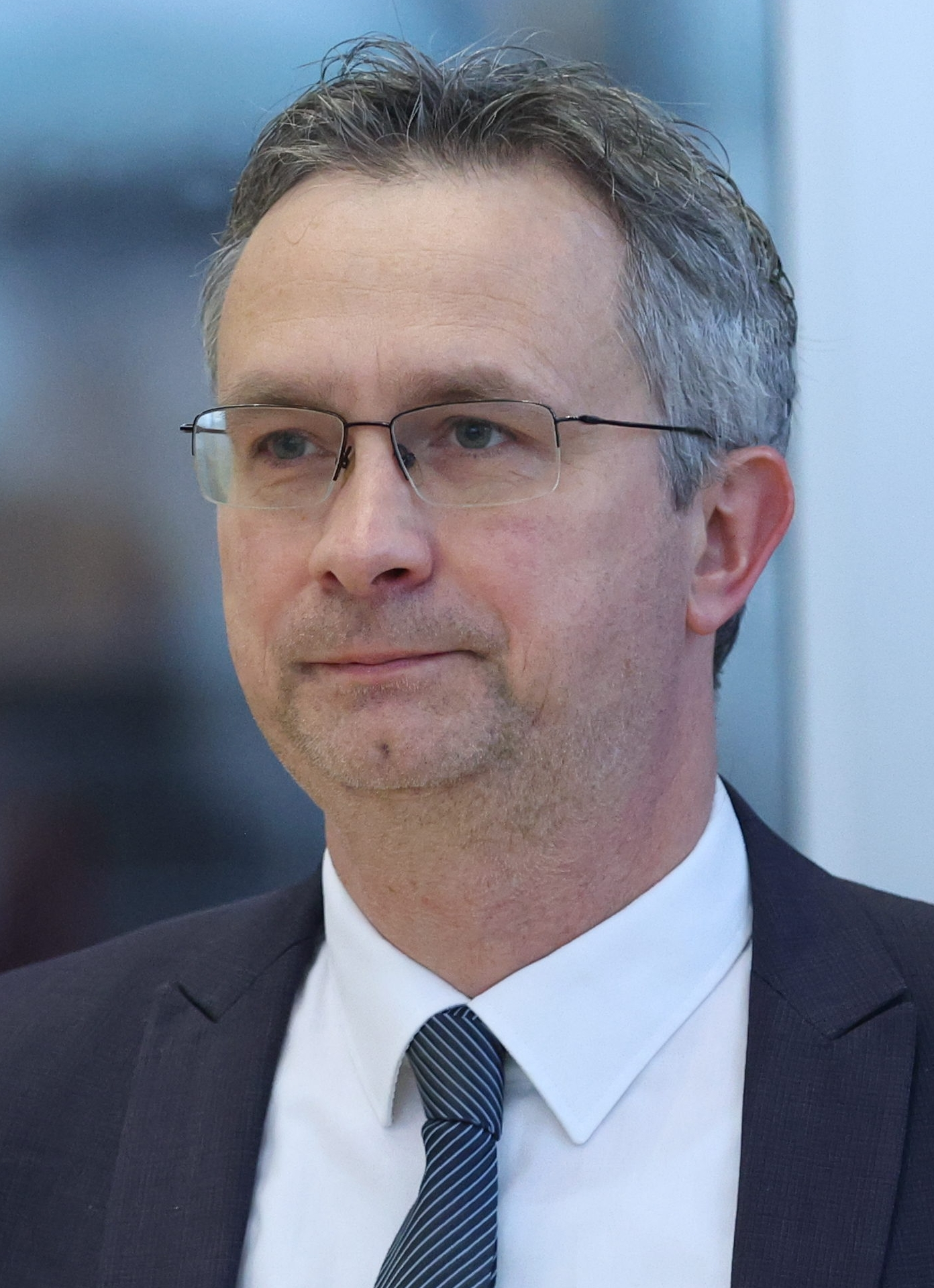
Oliver Fritzsche (2024)

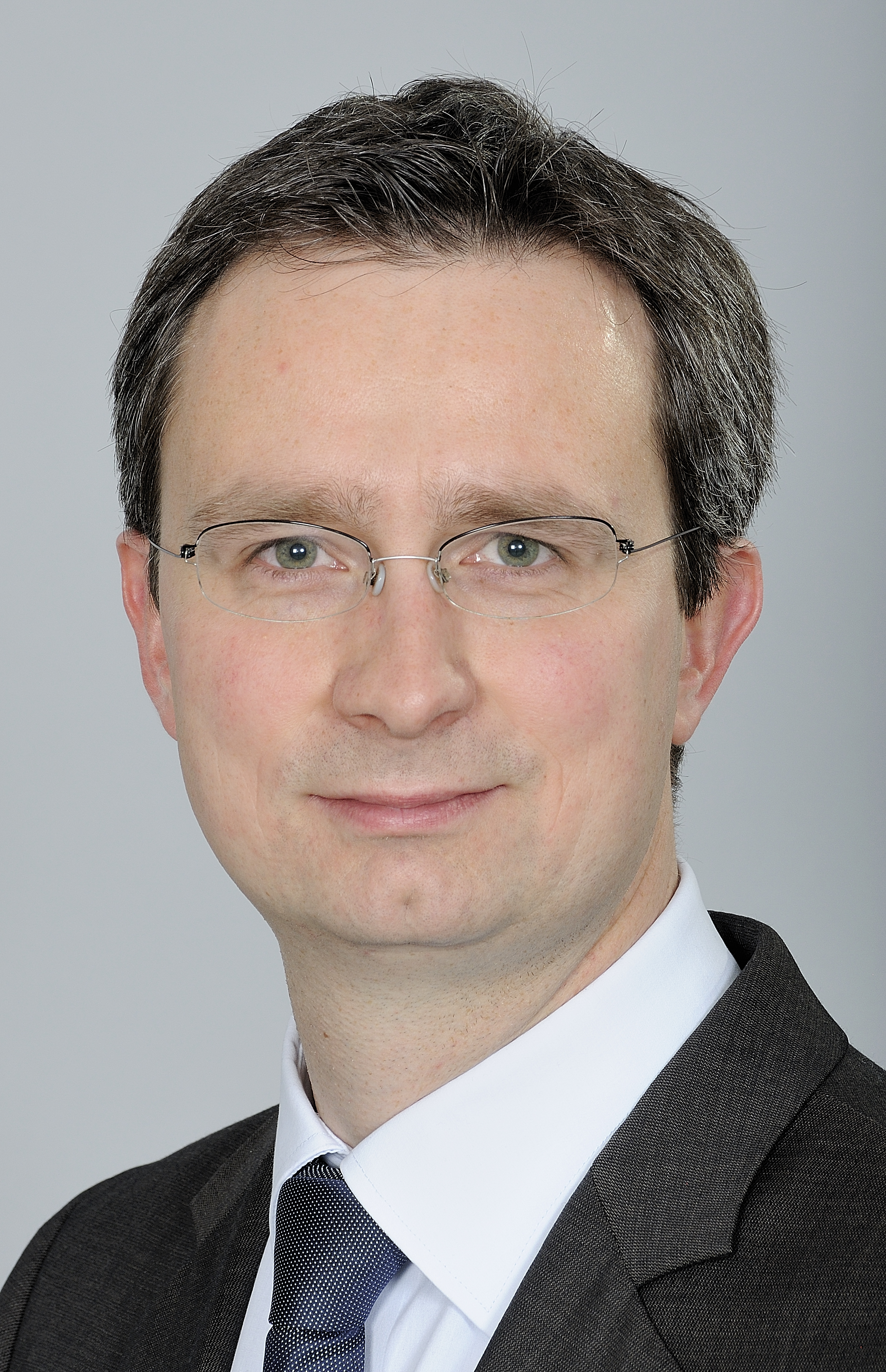
Oliver Fritzsche (2013)

Peter Oliver Fritzsche (* 9. September 1977 in Leipzig) ist ein deutscher Geograph, Politiker (CDU) und seit 2009 Mitglied des Sächsischen Landtags.

## Leben
Fritzsche besuchte ab 1984 die Grundschule und anschließend von 1990 bis 1996 das Gymnasium Rudolf-Hildebrand-Schule Markkleeberg. Nach Ableisten seines Wehrdienstes absolvierte er von 1997 bis 2003 ein Studium der Geographie und Betriebswirtschaftslehre an der Universität Leipzig, das er als Diplom-Geograph abschloss. Ein Auslandssemester verbrachte er 2001/2002 an der Eötvös-Loránd-Universität in Budapest. Des Weiteren absolvierte er 2003–2005 einen postgradualen Studiengang der Europäischen Urbanistik an der Bauhaus-Universität Weimar und unterstützte 2004 am Shanghai Tongji Urban Planing and Design Institute in China die Masterplanungen für die Weltausstellung Expo 2010.
Von 2006 bis zu seiner Wahl zum Landtagsabgeordneten 2009 arbeitete er am Institut für Stadtentwicklung und Bauwirtschaft der Universität Leipzig. Dabei erhielt er von 2005 bis 2008 ein Graduiertenstipendium der Konrad-Adenauer-Stiftung.
Fritzsche war Vorsitzender des Kuratorium der Sächsischen Landeszentrale für politische Bildung. Er ist Mitglied im Kuratorium der Zukunftsstiftung Südraum Leipzig und seit November 2018 im Kuratorium der Dresden International University (DIU). Bis zur Aufnahme in die Leibniz-Gemeinschaft zum 1. Januar 2018 war er Mitglied im Kuratorium des Simon-Dubnow-Instituts für jüdische Geschichte und Kultur an der Universität Leipzig. Seit 2014 ist er Landesvorsitzender der Schutzgemeinschaft Deutscher Wald (SDW) – Landesverband Sachsen e.V.
Fritzsche lebt in Markkleeberg, ist evangelisch-lutherisch, verheiratet und hat drei Kinder.

## Politik
Seit 2004 ist Fritzsche Mitglied der CDU. Bei den Kommunalwahlen in Sachsen 2004 wurde er in den Stadtrat der Großen Kreisstadt Markkleeberg gewählt, dem er seit diesem Zeitpunkt ununterbrochen angehört. Seit 2014 ist er Fraktionsvorsitzender der CDU-Fraktion im Markkleeberger Stadtrat. Bei den Kommunalwahlen in Sachsen 2008 wurde er als Kreisrat des Landkreises Leipzig gewählt und 2014 sowie 2019 wiedergewählt.
Bei der Landtagswahl in Sachsen 2009 gelang ihm als Direktkandidat im Wahlkreis Leipzig Land 2 der Einzug in den Sächsischen Landtag. Dieses Direktmandat konnte er bei den Landtagswahlen 2014, 2019 und 2024 verteidigen.
Oliver Fritzsche war Vorsitzender des Ausschusses für Wissenschaft und Hochschule, Kultur und Medien. Seit der 7. Legislaturperiode ist er Vorsitzender des Arbeitskreises „Wissenschaft, Hochschule, Kultur, Medien und Tourismus“ der CDU-Fraktion im Sächsischen Landtag. Er ist Mitglied im zugehörigen Ausschuss sowie im Ausschuss „Regionalentwicklung“. Er ist wissenschafts- und hochschulpolitischer Sprecher sowie bau- und wohnungspolitischer Sprecher der CDU-Fraktion im Sächsischen Landtag.
Fritzsche ist Schatzmeister des Parlamentarischen Forums Mittel- und Osteuropa e.V., einer überparteilichen Vereinigung sächsischer Parlamentarier und Verantwortungsträger aus Wirtschaft und Gesellschaft, die eine Zusammenarbeit zwischen sächsischen sowie mittel- und osteuropäischen Akteuren aus Politik und Verwaltung fördert, mit dem Ziel, Wirtschaft, Wissenschaft, Kultur und gesellschaftliche Entwicklungen zu unterstützen.